# Rödbröstad fruktduva
Rödbröstad fruktduva (Megaloprepia formosa) är en fågel i familjen duvor inom ordningen duvfåglar.

## Utseende och läte
Rödbröstad fruktduva är en stor och långstjärtad grön fruktduva gulorange på nedre delen av buken, ljusgrått huvud och en tydlig röd bröstfläck hos hanen som dock saknas hos honan. Jämfört med andra lokalt förekommande fruktduvor är den större. Lätet är ett stammande tvåtonigt "koo-wooh".

## Utbredning och systematik
Rödbröstad fruktduva delas in i två underarter:
- Megaloprepia formosa formosa – förekommer i norra Moluckerna (Halmahera, Ternate och Bacan)
- Megaloprepia formosa micrus – förekommer på Obi (nord-centrala Moluckerna)

### Släktestillhörighet
Arten placerades tidigare i Ptilinopus, men detta har delats upp efter genetiska studier visat att det är parafyletiskt i förhållande till Alectroenas. När rödbröstad fruktduva bröts ut till Megaloprepia justerades artepitetet från bernsteinii till formosa av proritetsskäl.

## Levnadssätt
Rödbröstad fruktduva hittas i skogsområden i både lågland och lägre bergstrakter, vanligen mest frekvent förekommande i förberg. Där ses den enstaka eller i par inne i trädkronor och undervegetation.

## Status
Trots det begränsade utbredningsområdet och att den tros minska i antal anses beståndet vara livskraftigt av internationella naturvårdsunionen IUCN.